# Saison 2022 de l'équipe cycliste masculine Movistar
La saison 2022 de l'équipe cycliste Movistar est la quarante-troisième de cette équipe.

## Coureurs et encadrement technique

### Effectif
| Coureur             | Date de Nais.     | Nationalité | Équipe en 2021         | Vict Ind. | Cont. | Maillot dist.      |
| ------------------- | ----------------- | ----------- | ---------------------- | --------- | ----- | ------------------ |
| Alex Aranburu       | 19 septembre 1995 | Espagne     | Astana-Premier Tech    | 2         | 2024  |                    |
| Jorge Arcas         | 8 juillet 1992    | Espagne     | Movistar               | 0         | 2023  |                    |
| Will Barta          | 4 janvier 1996    | États-Unis  | EF Education-Nippo     | 0         | 2023  |                    |
| Íñigo Elosegui      | 6 mars 1998       | Espagne     | Movistar               | 0         | 2022  |                    |
| Imanol Erviti       | 15 novembre 1983  | Espagne     | Movistar               | 0         | 2023  |                    |
| Iván García Cortina | 20 novembre 1995  | Espagne     | Movistar               | 1         | 2023  |                    |
| Abner González      | 9 octobre 2000    | Porto Rico  | Movistar               | 1         | 2023  | - Route            |
| Juri Hollmann       | 30 août 1999      | Allemagne   | Movistar               | 0         | 2023  |                    |
| Gorka Izagirre      | 7 octobre 1987    | Espagne     | Astana-Premier Tech    | 0         | 2023  |                    |
| Johan Jacobs        | 1er mars 1997     | Suisse      | Movistar               | 0         | 2023  |                    |
| Matteo Jorgenson    | 1er juillet 1999  | États-Unis  | Movistar               | 0         | 2023  |                    |
| Max Kanter          | 22 octobre 1997   | Allemagne   | Team DSM               | 0         | 2023  |                    |
| Oier Lazkano        | 7 novembre 1999   | Espagne     | Caja Rural-Seguros RGA | 1         | 2024  |                    |
| Enric Mas           | 7 janvier 1995    | Espagne     | Movistar               | 0         | 2025  |                    |
| Lluís Mas           | 15 octobre 1989   | Espagne     | Movistar               | 0         | 2023  |                    |
| Gregor Mühlberger   | 4 avril 1994      | Autriche    | Movistar               | 0         | 2023  |                    |
| Mathias Norsgaard   | 5 mai 1997        | Danemark    | Movistar               | 1         | 2023  | - Contre-la-montre |
| Nélson Oliveira     | 6 mars 1989       | Portugal    | Movistar               | 0         | 2023  |                    |
| Antonio Pedrero     | 23 octobre 1991   | Espagne     | Movistar               | 1         | 2023  |                    |
| Vinicius Rangel     | 26 mai 2001       | Brésil      | Néo-pro                | 1         | 2024  | - Route            |
| Óscar Rodríguez     | 6 mai 1995        | Espagne     | Astana-Premier Tech    | 0         | 2023  |                    |
| José Joaquín Rojas  | 8 juin 1985       | Espagne     | Movistar               | 0         | 2023  |                    |
| Einer Rubio         | 22 février 1998   | Colombie    | Movistar               | 0         | 2023  |                    |
| Sergio Samitier     | 31 août 1995      | Espagne     | Movistar               | 0         | 2024  |                    |
| Gonzalo Serrano     | 17 août 1994      | Espagne     | Movistar               | 2         | 2023  |                    |
| Iván Sosa           | 31 octobre 1997   | Colombie    | Ineos Grenadiers       | 3         | 2023  |                    |
| Albert Torres       | 26 avril 1990     | Espagne     | Movistar               | 0         | 2023  |                    |
| Alejandro Valverde  | 24 avril 1980     | Espagne     | Movistar               | 3         | 2022  |                    |
| Carlos Verona       | 4 novembre 1992   | Espagne     | Movistar               | 1         | 2023  |                    |

## Champions nationaux, continentaux et mondiaux
| Date         | Course                                           | Maillot | Coureurs          | Pays       | Lieu    |
| ------------ | ------------------------------------------------ | ------- | ----------------- | ---------- | ------- |
| 23 juin 2022 | Championnats du Danemark du contre-la-montre     |         | Mathias Norsgaard | Danemark   | Aalborg |
| 26 juin 2022 | Championnats du Brésil de cyclisme sur route     |         | Vinicius Rangel   | Brésil     |         |
| 26 juin 2022 | Championnats de Porto Rico de cyclisme sur route |         | Abner González    | Porto Rico |         |